# Kapilvastu (huyện)
Kapilvastu (tiếng Nepal: कपिलवस्तु जिल्लाListenⓘ), đôi khi được viết là Kapilbastu, là một huyện thuộc khu Lumbini, vùng Tây Nepal, Nepal. Huyện này có diện tích 1738 km², dân số thời điểm năm 2001 là 481976 người. Huyện được đặt tên theo vương thành Ca-tỳ-la-vệ cổ, nơi được xem là quê hương của Đức Phật Thích-ca Mâu-ni.

## Các xã và thị trấn
Vì được xem là quê hương của Đức Phật, nhiều tên xã và thị trấn tại huyện được đặt theo các danh xưng có liên quan đến ông.
Thị trấn
1. Kapilavastu: đặt tên theo vương thành Ca-tỳ-la-vệ cổ
2. Banganga
3. Buddhabhumi: đặt tên theo danh hiệu Bút-đa Mâu-ni, một trong những danh hiệu của Phật Thích ca
4. Shivaraj
5. Krishnanagar
6. Maharajgunj

Xã
1. Mayadevi: đặt tên theo Hoàng hậu Ma-da, sinh mẫu của Phật Thích ca
2. Yashodhara: đặt tên theo Công chúa Da-du-đà-la, vợ của Phật Thích ca
3. Suddhodhan: đặt tên theo Quốc vương Tịnh-phạn, cha của Phật Thích ca
4. Bijaynagar

## Dân số
Biến động dân số giai đoạn 1952-2001:
| Năm    | 1971   | 1981   | 1991   | 2001   |
| ------ | ------ | ------ | ------ | ------ |
| Dân số | 205216 | 270045 | 371778 | 481976 |